# Amphistomus accidatus
Amphistomus accidatus är en skalbaggsart som beskrevs av Matthews 1974. Amphistomus accidatus ingår i släktet Amphistomus och familjen bladhorningar. Inga underarter finns listade i Catalogue of Life.